# Straußblütiger Gilbweiderich
Der Straußblütige Gilbweiderich (Lysimachia thyrsiflora), auch Strauß-Gilbweiderich genannt, ist eine Pflanzenart aus der Gattung Gilbweiderich (Lysimachia) in der Unterfamilie der Myrsinengewächse (Myrsinoideae) innerhalb der Familie der Primelgewächse (Primulaceae). Sie kommt in weiten Teilen der borealen und der gemäßigten Zone der Nordhalbkugel vor.

## Beschreibung

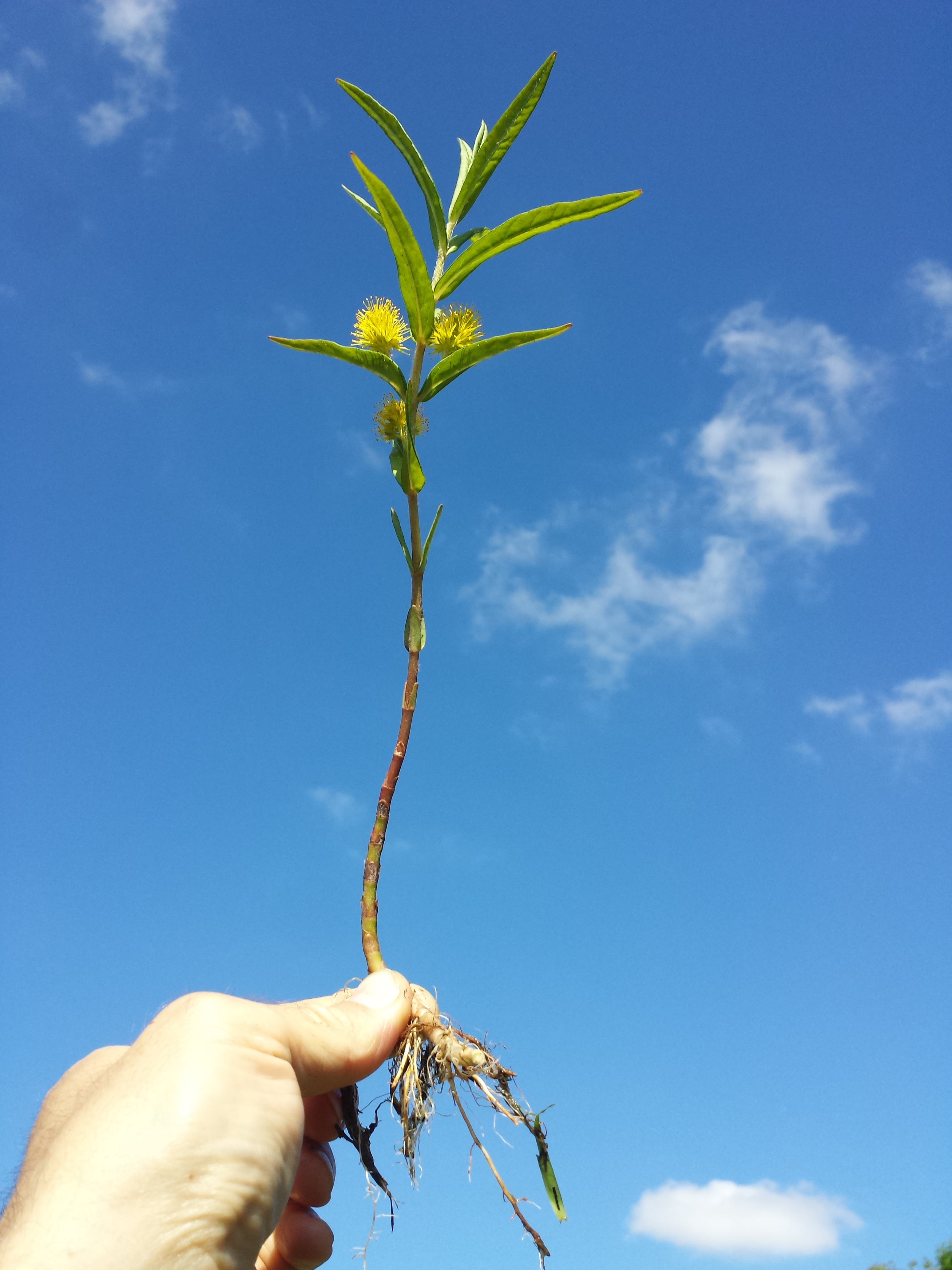
Unter- und oberirdische Pflanzenteil

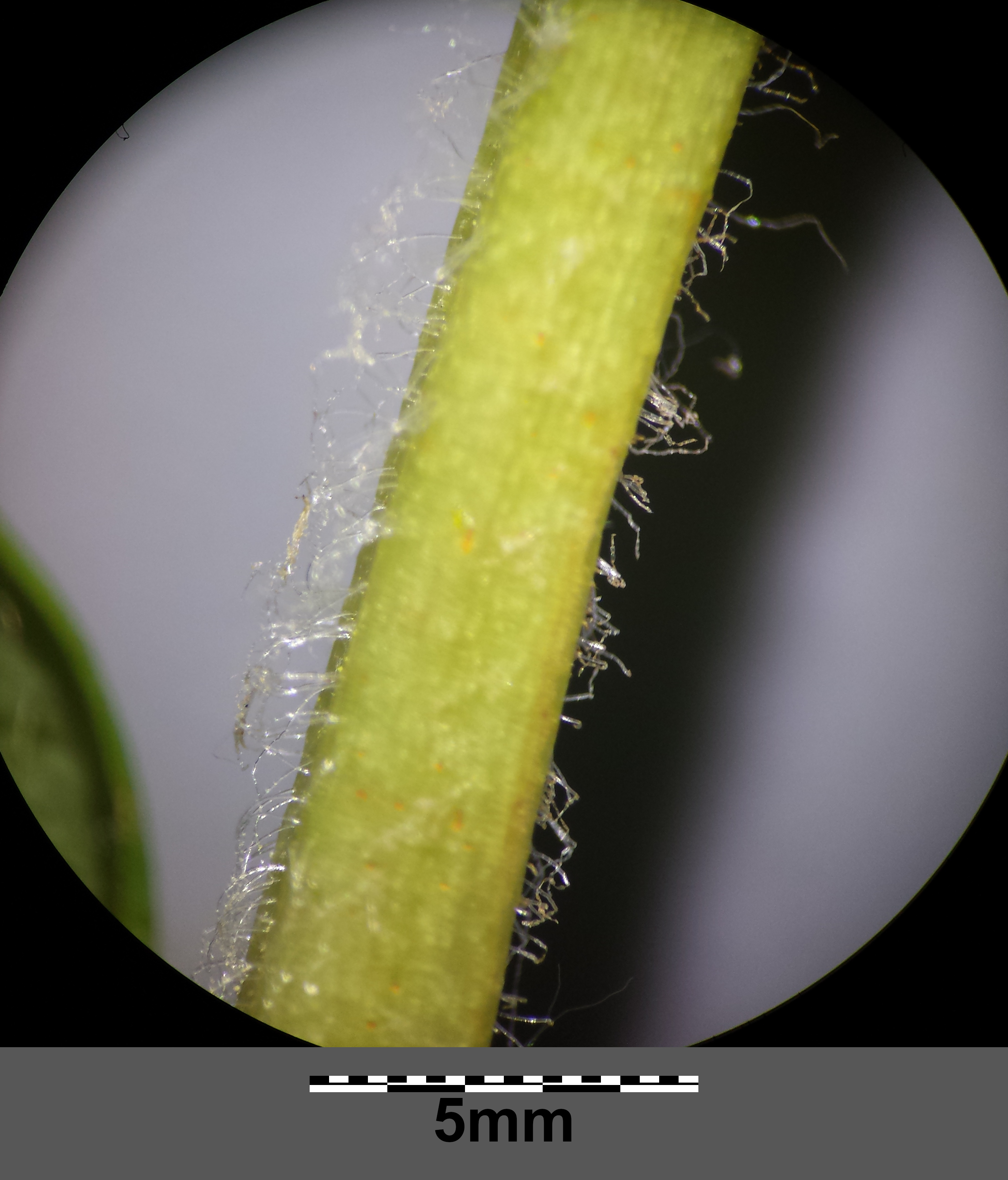
Behaarter oberer Teil des Stängels

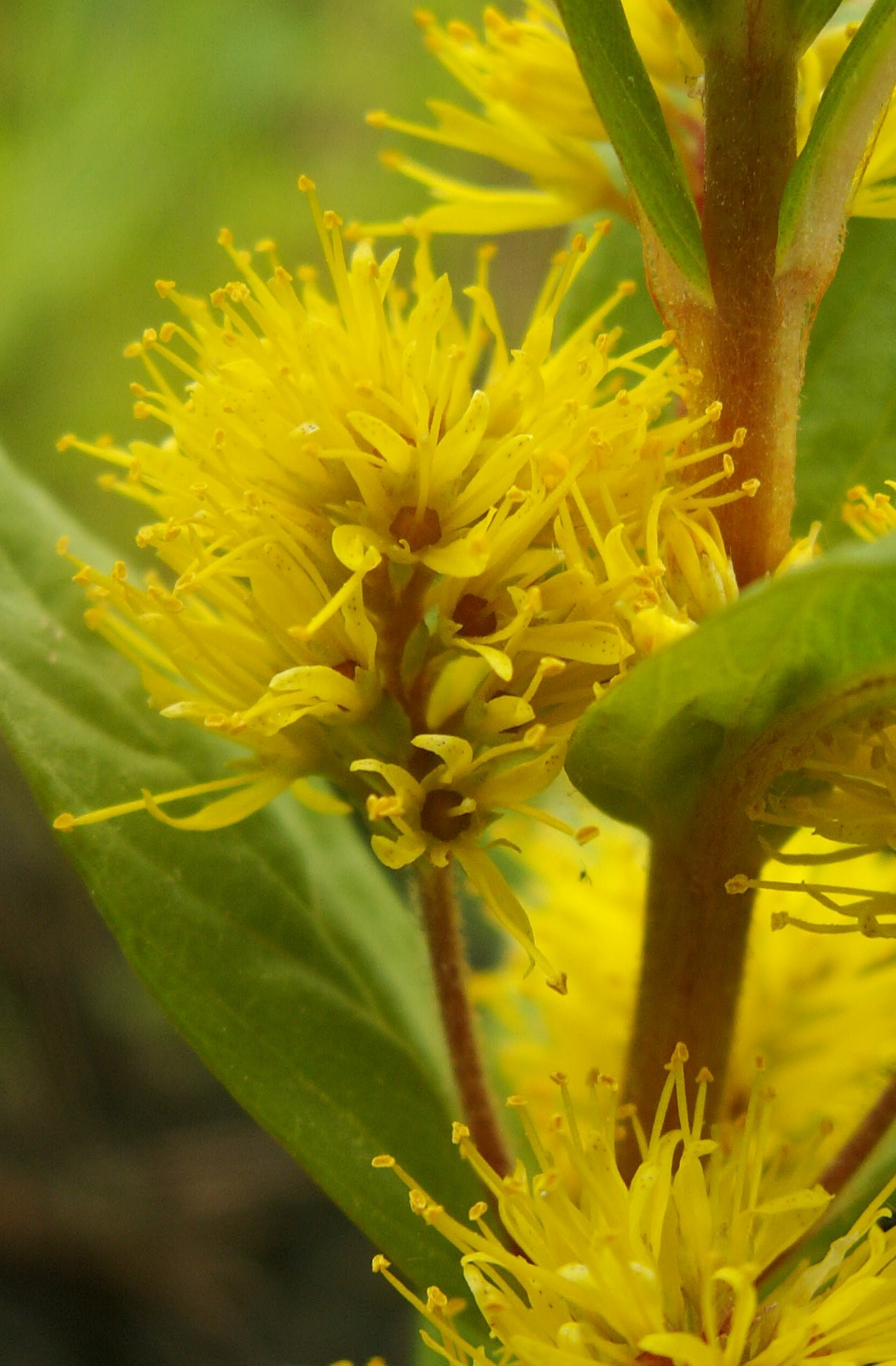
Blütenstand

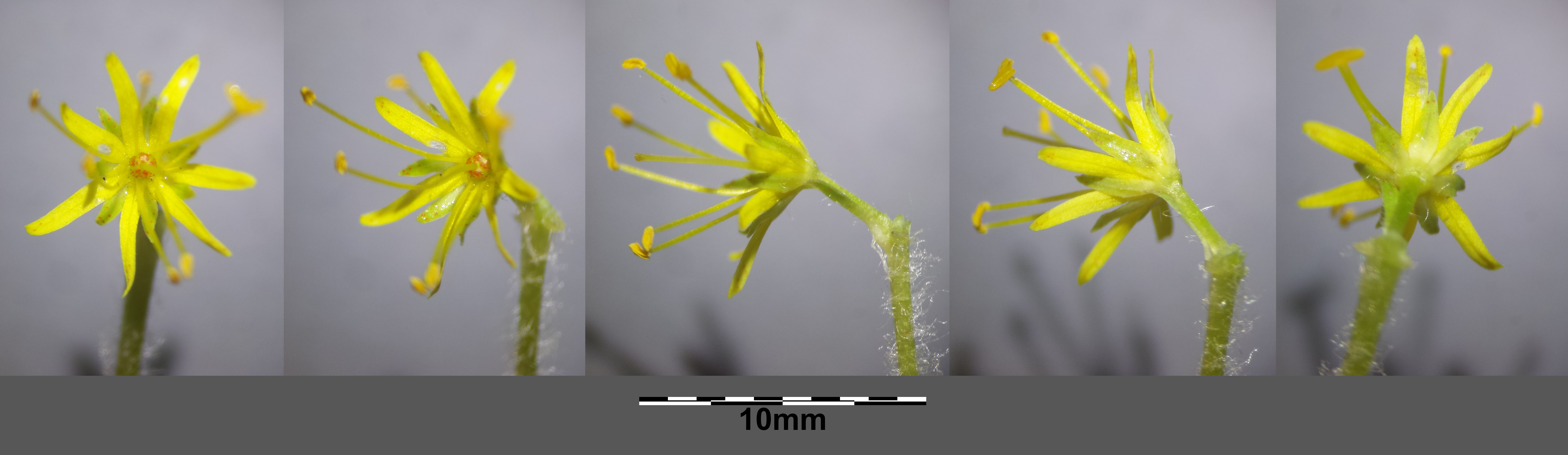
Blüte im Detail aus verschiedenen Blickrichtungen

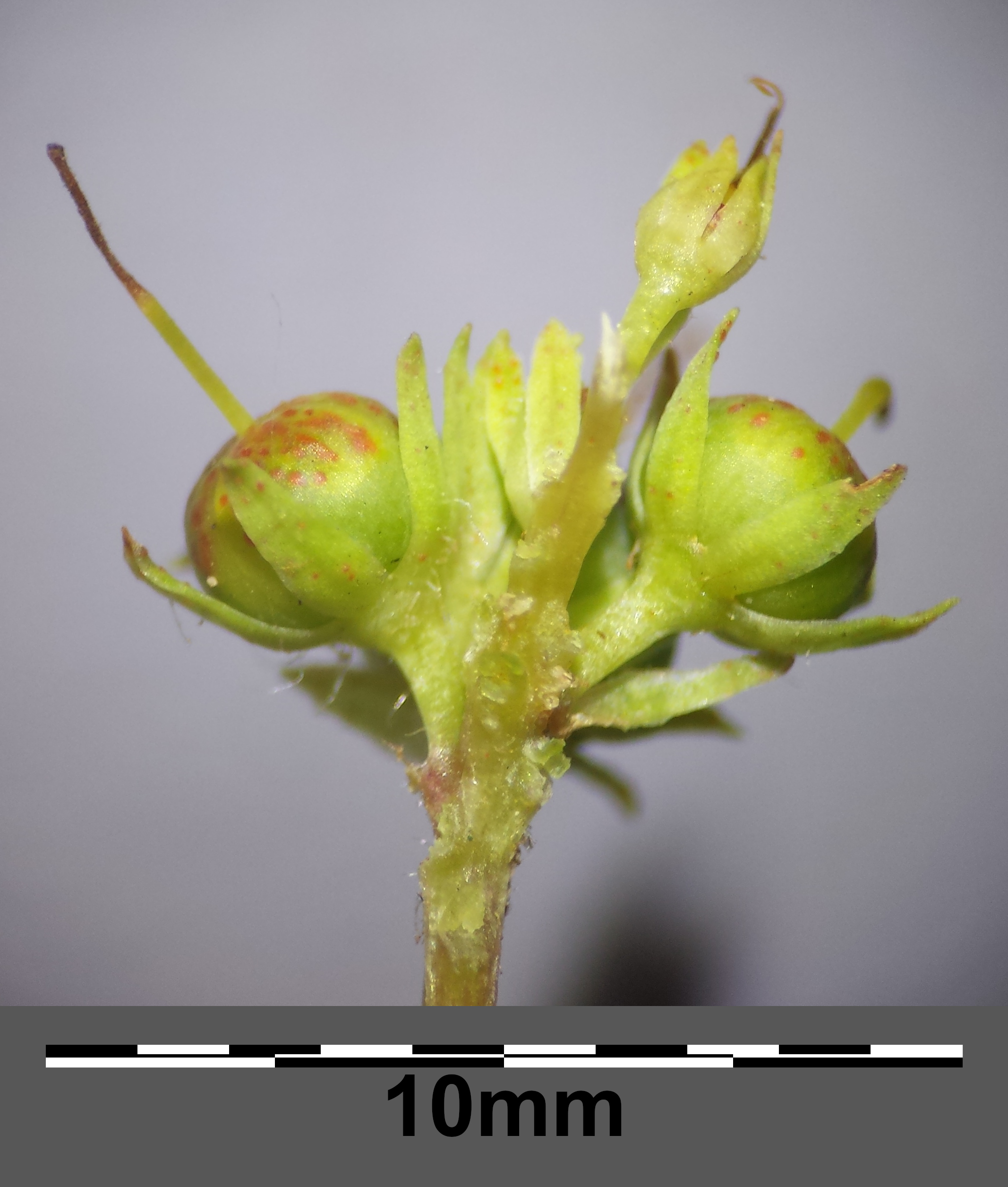
Früchte

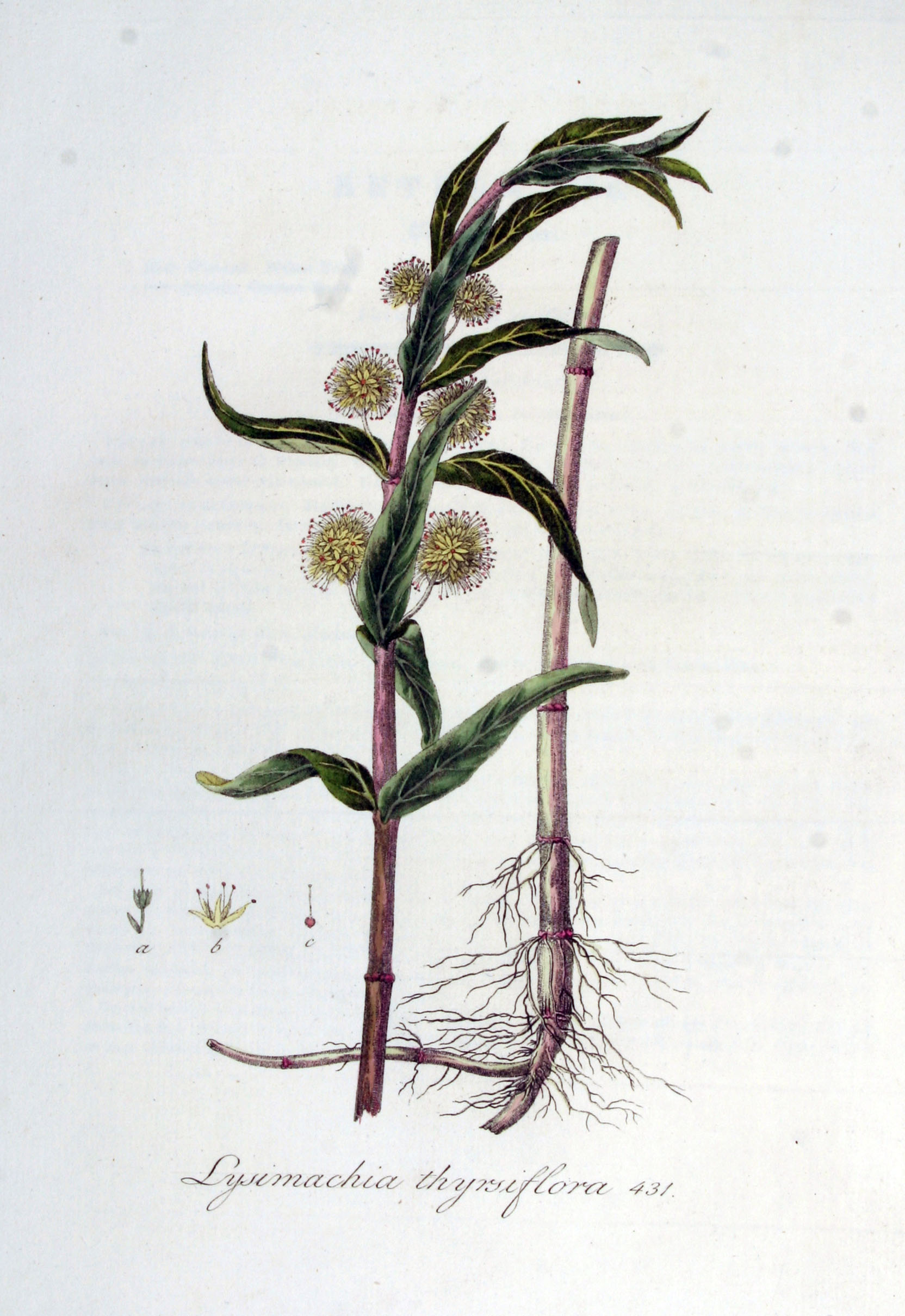
Illustration aus Jan Kops: Flora Batava, Volume 6, 1832

### Erscheinungsbild und Blatt
Der Straußblütige Gilbweiderich wächst als ausdauernde krautige Pflanze, die Wuchshöhen von 30 bis 80 Zentimetern erreicht. Die aufrechten und meist unverzweigten Stängel sind schwarz drüsig punktiert. Der untere Stängelbereich ist kahl, während der obere fein behaart ist. Die kräftigen Rhizome wachsen waagerecht und es werden keine Tochterknollen gebildet.
Die gegenständig, annähernd gegenständig oder wirtelig an den Stängeln angeordneten Laubblätter sind in Blattscheide sowie Blattspreite gegliedert und sind meist ungestielt, können selten aber auch einen 0,1 bis 0,2, selten bis zu 0,4 Zentimeter langen Blattstiel aufweisen, der nicht bewimpert ist. Die untersten Blätter sind zurückgebildet und schuppenartig. Die einfachen Blattspreiten sind bei einer Länge von 5 bis 16 Zentimetern sowie einer Breite von 0,5 bis 2, selten bis zu 6 Zentimetern lanzettlich über linealisch-lanzettlich und elliptisch-lanzettlich bis elliptisch. Der untere Teil der Blattspreite verjüngt sich zur keilförmigen, gerundeten oder halb den Stängel umklammernden Basis hin. Die Blattspitze ist spitz zulaufend, zugespitzt oder stumpf. Die flachen oder am Rand etwas umgerollten Spreitenränder sind ganzrandig und nicht bewimpert. Beide Oberflächen der Blattspreite sind, mit Ausnahme der auf der Spreitenunterseite spärlich zottig behaarten Mittelrippe, kahl und sind spärlich schwarz drüsig punktiert. Es liegt Fiedernervatur vor.

### Blütenstand, Blüte und Frucht
Die Blütezeit erstreckt je nach Standort und Verbreitungsgebiet vom Frühjahr bis in den Sommer hinein. Der im mittleren oder oberen Stängelbereich, blattachselständige Blütenstandsschaft ist 1,5 bis 3 Zentimeter lang, glatt oder spärlich drüsig oder zottig behaart. Der dichte, kopfige bis ährige, traubige Blütenstand ist 1 bis 3 Zentimeter lang. Der Blütenstiel ist 1 bis 3 Millimeter lang, kahl oder spärlich zottig oder drüsig behaart.
Die zwittrigen Blüten sind radiärsymmetrisch und fünf- bis sieben-, selten auch bis neunzählig mit doppelter Blütenhülle. Die fünf kahlen, 1 bis, meist 2 bis 3,5 Millimeter lang Kelchblätter sind nur an ihrer Basis verwachsen und sind von dunklen Harzkanälen durchzogen. Die meist sechs oder sieben lanzettlich bis linealisch-lanzettlichen Kelchzähne sind schwarz drüsig punktiert und besitzen dünne Ränder, die fast bis zur Basis der Kelchblätter reichen. Die hellgelben bis cremefarbenen Kronblätter sind bei einer Länge von 3 bis 7 Millimetern sowie einer Breite von 0,5 bis 1 Millimetern nur kurz an ihrer Basis trichterartig verwachsen. Sie sind mit schwarzen bis rötlich braunen Harzkanälen durchzogen. Die sechs oder sieben Kronlappen sind linealisch mit gerundetem oder zugespitztem oberem Ende sowie ganzrandigen Rändern. Die fünf bis sieben, selten bis zu neun Staubblätter sind etwa so lang oder etwas länger als die Kronblätter. Die annähernd untereinander freien oder nur an ihrer Basis verwachsenen Staubfäden sind mit der Kronblattbasis verwachsen, sind 4 bis 5 Millimeter lang, können aber auch etwa zweimal so lang sein wie die Kronblätter. Die länglichen Staubbeutel sind dorsifix und etwa 1 Millimeter lang. Es sind keine Staminodien vorhanden. Der Fruchtknoten ist spärlich fein behaart. Der Griffel ist 4,5 bis 6 Millimeter lang. Die Staubblätter und der Griffel überragt die Blütenkrone.
Die Blütenformel lautet: {\displaystyle \star K_{5}\;C_{(5)}\;A_{5}\;G_{\underline {1}}}.
Die Kapselfrucht ist bei einem Durchmesser von 2 bis 3 Millimetern annähernd kugel- bis eiförmig und öffnet sich bei Reife mit fünf bis sechs Fruchtklappen. Ihre Oberfläche ist kahl und dunkel drüsig punktiert.

### Chromosomensatz
Für den Straußblütigen Gilbweiderich werden in der Literatur vier verschiedene Chromosomenzahlen angegeben. Die Chromosomengrundzahl beträgt x = 9 bis 14. Es liegen unterschiedliche Ploidiestufen vor; so findet man neben 2n = 20 auch 2n = 40 oder 2n = 42 sowie bei Hexaploidie 2n = 54.

## Ökologie
Beim Straußblütigen Gilbweiderich handelt es sich um einen helomorphen Geophyten oder Hemikryptophyten. Die Vermehrung kann auch vegetativ erfolgen.
Blütenökologisch handelt es sich um Pollenblumen. Es liegt Selbstkompatibilität vor. Es liegt Dichogamie vor; der Straußblütige Gilbweiderich ist protogyn, in der Blüte sind also zuerst die weiblichen, später die männlichen Blütenorgane fertil. Der Straußblütige Gilbweiderich ist xenogam, es erfolgt also obligate Fremdbefruchtung. Bei ausbleibende Fremdbestäubung kann Geitonogamie, als Selbstbestäubung von einer benachbarten Blüte erfolgen. Meist erfolgt Fremdbestäubung durch Insekten. Als Belohnung für Bestäuber ist wenig Nektar sowie reichlich Pollen vorhanden. Bestäuber sind kurzrüsselige Bienen, Schwebfliegen (Syrphidae), Käfer oder Fliegen.
Diasporen sind die Same. Die Ausbreitung der Diaporen erfolgt durch Autochorie.
Der Straußblütige Gilbweiderich ist ein Frostkeimer.

## Vorkommen und Gefährdung
Das natürliche Verbreitungsgebiet des Straußblütigen Gilbweiderichs umfasst weite Teile der borealen und der gemäßigten Zone der Nordhalbkugel. Es gibt Fundortangaben für Deutschland, Österreich, Liechtenstein, die Schweiz, Frankreich, Luxemburg, Belgien, die Niederlande, das Vereinigte Königreich, Irland, Dänemark, Norwegen, Schweden, Finnland, Estland, Litauen, Lettland, Kaliningrad Polen, Ungarn, Tschechien, die Slowakei, Slowenien, Bulgarien, Rumänien, Belarus, die Ukraine, die Krim, Karelien, Archangelsk, die Republik Komi, die beiden Gebiete in Russlands Fernem Osten Oblast Amur sowie Region Kamtschatka, Kasachstan, Korea, Japan, Sachalin, die Kurilen, die Innere Mongolei und die chinesischen Provinzen [Heilongjiang], Jilin, Shaanxi sowie Yunnan und in Nordamerika für die Aleuten, Alaska, und die kanadischen Gebiete Yukon-Territorium, Neufundland, Northwest Territories, Nova Scotia, Prince Edward Islands, Saskatchewan, Québec, Alberta, Manitoba, Ontario, British Columbia und die US-Bundesstaaten Washington, nördliches Kalifornien, nördliches Colorado, Utah, Oregon, Connecticut, Idaho, Illinois, Indiana, Iowa, Kansas, Maine, Maryland, Massachusetts, Michigan, Minnesota, nördliches Missouri, Montana, Nebraska, New Hampshire, New Jersey, New York, Ohio, Pennsylvania, Rhode Island, North Dakota, South Dakota, Vermont, West Virginia, Wisconsin sowie Wyoming.
In einigen Gebieten der Welt nehmen zwar die Bestände ab; da Lysimachia thyrsiflora so weit verbreitet ist, gilt sie bei der IUCN jedoch als LC = „least concern“ = „nicht gefährdet“. In der Roten Liste der gefährten Pflanzenarten Deutschland war der Straußblütige Gilbweiderich 1998 noch als „gefährdet“ bewertet worden; bei Metzing et al. 2018 erfolgte eine Einstufung V also in die „Vorwarnliste“.
Lysimachia thyrsiflora gilt in der Roten Liste der gefährdeten Art der Schweiz 2016 als „verletzlich“. Gefährdungsursachen sind: Aufgabe der traditionellen Streunutzung, Melioration, Auffüllung, Austrocknung, Entwässerung, Überbauung, Eutrophierung besonders aus benachbarten Fettwiesen und Äckern, Verbuschung, Beschattung, Verdrängung durch Neophyten, Verschilfung, Sukzession, Trittschäden durch Menschen, Wellenschlag, mechanischer Schaden durch Boote, Ablagerung von Aushubmaterial und manche Populationen sind sehr klein sowie isoliert.
Der Straußblütige Gilbweiderich kommt je nach Standort und Verbreitungsgebiet in Höhenlagen von 0 bis 2000 Metern vor. Er steigt am Wildsee bei Seefeld in Tirol bis in Höhenlagen von 1170 Metern auf. Er wächst vor allem in Sümpfen und Mooren, auf feuchten Wiesen sowie in feuchten Wäldern.
Er ist in Mitteleuropa eine Charakterart des Verbands des Magnocaricion, kommt aber auch in Pflanzengesellschaften des Alnion oder Salicion cinereae vor.
Die ökologischen Zeigerwerte nach Landolt et al. 2010 sind in der Schweiz: Feuchtezahl F = 3+w+ (feucht aber stark wechselnd), Lichtzahl L = 3 (halbschattig), Reaktionszahl R = 3 (schwach sauer bis neutral), Temperaturzahl T = 3+ (unter-montan und ober-kollin), Nährstoffzahl N = 2 (nährstoffarm), Kontinentalitätszahl K = 3 (subozeanisch bis subkontinental).

## Taxonomie
Die Erstveröffentlichung von Lysimachia thyrsiflora erfolgte 1753 durch Carl von Linné in Species Plantarum, Tomus 1, Seite 147. Das Artepitheton thyrsiflora bedeutet „straußblütig“. Synonyme für Lysimachia thyrsiflora L. sind: Lysimachusa thyrsiflora (L.) Pohl, Naumburgia thyrsiflora (L.) Duby, Naumburgia thyrsiflora (L.) Rchb., Nummularia thyrsiflora (L.) Kuntze, Naumburgia guttata Moench, Thyrsanthus palustris Schrank, Lysimachia capitata Pursh, Lysimachia capitellata Raf., Lysimachia kamtschatica Gand., Lysimachia subcapitata Raf., Lysimachia thyrsantha St.-Lag., Lysimachia thyrsiflora var. verticillata Rouy.

## Weiterführende Literatur
- Bertram Münker: Wildblumen Mitteleuropas (= Steinbachs Naturführer). Neue, bearb. Sonderausgabe. Mosaik, München 1996, ISBN 3-576-10563-8.
- Irma Podolak, Zbigniew Janeczko, Agnieszka Galanty, Marta Michalik, Danuta Trojanowska: A triterpene saponin from Lysimachia thyrsiflora L. In: Acta poloniae pharmaceutica, Volume 64, 2007, S. 39–43. online.